# Пузанов, Александр Петрович
Алекса́ндр Петро́вич Пуза́нов (род. 24 сентября 1998, Южноуральск, Челябинская область) — военнослужащий ВКС РФ, старший лейтенант, участник вторжения на Украину. Герой России (2025).

## Биография
Родился 24 сентября 1998 года в Южноуральске. Окончил школу № 3 в 2016 году.
С 2017 года — в ВС РФ. Окончил Военно-воздушную академию имени профессора Н. Е. Жуковского и Ю. А. Гагарина, филиал в Челябинске. Штурман-оператор 332-го отдельного гвардейского вертолётного полка 6-й армии Военно-воздушных сил и противовоздушной обороны ВКС, гвардии старший лейтенант (с 15.10.2024). С августа 2023 года — участник войны с Украиной. Совершил множество боевых вылетов на вертолёте Ми-28НМ, за что был награждён медалью Нестерова. В начале 2024 года в районе села Синьковка Купянского района Харьковской области экипаж вертолёта Ми-28Н обнаружил колонну боевой техники противника, которая пыталась пройти в тыл российских подразделений. Благодаря тому, что командир вёл вертолёт на предельно малой высоте, штурману удалось точно навести ракеты и уничтожить несколько танков и зенитно-ракетных комплексов ВСУ. За это члены экипажа были удостоены звания Героя России.
В администрации Южноуральска сообщили, что Александр Пузанов стал первым уроженцем города, получившим звание Героя России на войне с Украиной.